# Ammatas
Ammatas, también conocido como Ammatus, fue un noble y líder militar vándalo. Era hermano del rey Gelimer.Cumpliendo órdenes de su hermano, se encargó de llevar a cabo la ejecución del anterior gobernante del Reino Vándalo, Hilderico.
Ante la invasión bizantina liderada por Flavio Belisario, su hermano le ordenó apoyarle durante la Batalla de Ad Decimum, en la cual fallecería en combate.